# Subaykhān
Subaykhān (arabiska: سبيخان) är en ort i Syrien.   Den ligger i provinsen Dayr az-Zawr, i den östra delen av landet, 400 kilometer öster om huvudstaden Damaskus. Subaykhān ligger 188 meter över havet och antalet invånare är 25 514.
Terrängen runt Subaykhān är platt. Det finns inga andra samhällen i närheten.
Trakten runt Subaykhān består till största delen av jordbruksmark. Runt Subaykhān är det ganska glesbefolkat, med 29 invånare per kvadratkilometer.